# Inken Gallner
Inken Gallner (* 27. Juli 1964 in Calw) ist eine deutsche Juristin. Seit Januar 2022 ist sie Präsidentin des Bundesarbeitsgerichts.

## Leben
Inken Gallner studierte in Konstanz und Tübingen Jura. 1991 legte sie die erste juristische Staatsprüfung ab. Neben ihrem anschließenden Rechtsreferendariat, welches sie im Januar mit der zweiten juristischen Staatsprüfung beendete, arbeitete sie als wissenschaftliche Mitarbeiterin am Lehrstuhl für bürgerliches Recht und deutsche Rechtsgeschichte an der Eberhard Karls Universität Tübingen. Sie begann ihre richterliche Tätigkeit im Februar 1994 am Arbeitsgericht Mannheim als Proberichterin. Im Anschluss daran arbeitete sie als planmäßige Richterin am Arbeitsgericht an den Arbeitsgerichten Stuttgart und Heilbronn. Während dieser Zeit war sie von 1998 bis 2000 als wissenschaftliche Mitarbeiterin an das Bundesarbeitsgericht abgeordnet. Inken Gallner ist Absolventin des 14. Führungslehrgangs der Führungsakademie Baden-Württemberg (2001/2002). Danach war sie für das Staatsministerium Baden-Württemberg in Brüssel und Stuttgart. Von 2005 bis 2007 war Inken Gallner am Landesarbeitsgericht Baden-Württemberg, Kammern Mannheim.
Mitte Mai 2007 erfolgte ihre Ernennung zur Richterin am Bundesarbeitsgericht. Bis Juni 2014 gehörte sie dem insbesondere für Tarifvertragsauslegung zuständigen Sechsten Senat an. Zum 7. Februar 2013 wurde Gallner Pressesprecherin des Bundesarbeitsgerichts, nachdem sie zuvor bereits mehrere Jahre als stellvertretende Pressesprecherin tätig war. Für ihre Arbeit in dieser Funktion wurde sie im Juli 2013 als beste Pressesprecherin mit dem „Kurzen Draht“ der Landespressekonferenz Thüringen ausgezeichnet.
Vom 1. Juli 2014 bis zum 30. Juni 2016 war Gallner als Bundesrichterin beurlaubt und Ministerialdirektorin und Amtsleiterin im Justizministerium Baden-Württemberg und damit Stellvertreterin des Justizministers Rainer Stickelberger.
Seit 1. Juli 2016 gehörte Inken Gallner wieder dem Sechsten Senat des Bundesarbeitsgerichts an. Am 26. Oktober 2017 übernahm sie den Vorsitz des Zehnten Senats des Bundesarbeitsgerichts, nachdem sie der Bundespräsident zur Vorsitzenden Richterin am Bundesarbeitsgericht ernannt hat.
Seit dem Wintersemester 2016/2017 hatte Gallner einen Lehrauftrag an der Universität Konstanz. Seit 2018 lehrte sie internationales und europäisches Arbeitsrecht am Lehrstuhl von Clemens Höpfner an der Universität Münster WWU. Seit dem Wintersemester 2022/2023 versieht Gallner einen Lehrauftrag für internationales und europäisches Arbeitsrecht am Lehrstuhl von Clemens Höpfner an der Universität zu Köln.
Am 24. Januar 2022 wurde Gallner auf Vorschlag des Bundeskabinetts durch den Bundespräsidenten zur Präsidentin des Bundesarbeitsgerichts ernannt. Sie ist die Nachfolgerin von Ingrid Schmidt, die 2021 in den Ruhestand getreten ist.

## Ehrenamt
Gallner wurde im November 2018 in den Stiftungsrat der Deutschen Stiftung Patientenschutz berufen.